# آيا قابي
آيا قابي (بالتركية: Ayakapı)‏ حي سكني تقع إدارياً ضمن إسطنبول في تركيا.